# Kabinett Aznar II
Das Kabinett Aznar II war eine Regierung in Spanien, die am 27. April 2000 von Ministerpräsident José María Aznar von der konservativen Partido Popular (PP) gebildet wurde und das Kabinett Aznar I ablöste.
Aus den vorausgegangenen Wahlen zum Congreso de los Diputados am 11. März 2000 ging die PP von Aznar mit 44,6 Prozent der Wählerstimmen als Sieger hervor und verfügte mit 183 der 350 Abgeordneten über die absolute Mehrheit. Die Partido Socialista Obrero Español (PSOE) von Joaquín Almunia wurde mit 34,1 Prozent und 125 Abgeordneten zweitstärkste Kraft, während auf die Drittplatzierte Izquierda Unida (IU) von Xavier Trias entfielen 4,2 Prozent und 15 Mandate entfielen.
Am 26. April 2000 bestätigte der Congreso de los Diputados Aznar als Ministerpräsident. Am 28. April 2000 wurde der neue Ministerpräsident von König Juan Carlos I. Suárez vor dem Palacio de la Zarzuela vereidigt. Zugleich veröffentlichte der Boletín Oficial del Estado die Zusammensetzung der neuen Regierung, die am 28. Februar 2001, 9. Juli 2002, 3. März 2003 und 4. September 2003 umgebildet wurde.
Bei den Wahlen vom 14. März 2004 verlor die PP ihre Mehrheit an die PSOE von José Luis Rodríguez Zapatero. Das Kabinett Aznar II blieb noch bis zum 18. April 2004 im Amt, woraufhin Zapatero das Kabinett Zapatero I bildete.

## Mitglieder des Kabinetts

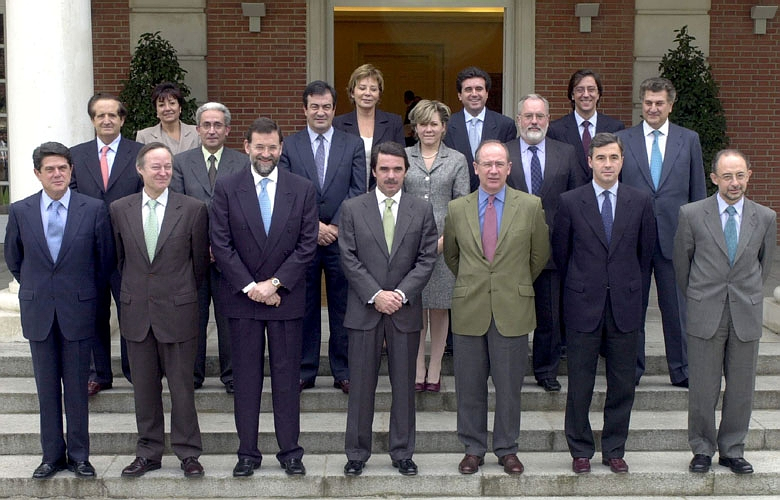
Das Kabinett Aznar II nach der Umbildung am 2. März 2001

| Amt                                                                                                 | Amtsinhaber                                               | Beginn der Amtszeit                                            | Ende der Amtszeit                                              |
| --------------------------------------------------------------------------------------------------- | --------------------------------------------------------- | -------------------------------------------------------------- | -------------------------------------------------------------- |
| Ministerpräsident                                                                                   | José María Aznar                                          | 27. April 2000                                                 | 18. April 2004                                                 |
| Erster Vize-Ministerpräsident                                                                       | Mariano Rajoy Javier Arenas                               | 27. April 2000 4. September 2003                               | 4. September 2003 18. April 2004                               |
| Zweiter Vize-Ministerpräsident                                                                      | Rodrigo Rato                                              | 27. April 2000                                                 | 18. April 2004                                                 |
| Minister beim Ministerpräsidenten                                                                   | Mariano Rajoy Juan José Lucas Mariano Rajoy Javier Arenas | 27. April 2000 28. Februar 2001 9. Juli 2002 4. September 2003 | 28. Februar 2001 9. Juli 2002 4. September 2003 18. April 2004 |
| Außenminister                                                                                       | Josep Piqué i Camps Ana de Palacio                        | 27. April 2000 9. Juli 2002                                    | 9. Juli 2002 18. April 2004                                    |
| Verteidigungsminister                                                                               | Federico Trillo                                           | 27. April 2000                                                 | 18. April 2004                                                 |
| Innenminister                                                                                       | Jaime Mayor Oreja Mariano Rajoy Ángel Acebes              | 27. April 2000 28. Februar 2001 9. Juli 2002                   | 28. Februar 2001 9. Juli 2002 18. April 2004                   |
| Wirtschaftsminister                                                                                 | Rodrigo Rato                                              | 27. April 2000                                                 | 18. April 2004                                                 |
| Finanzminister                                                                                      | Cristóbal Montoro                                         | 27. April 2000                                                 | 18. April 2004                                                 |
| Justizminister                                                                                      | Ángel Acebes José María Michavila                         | 27. April 2000 9. Juli 2002                                    | 9. Juli 2002 18. April 2004                                    |
| Minister für Arbeit und soziale Sicherheit                                                          | Juan Carlos Aparicio Eduardo Zaplana                      | 27. April 2000 9. Juli 2002                                    | 9. Juli 2002 18. April 2004                                    |
| Ministerin für Gesundheit und Verbraucher                                                           | Celia Villalobos Ana Pastor Julián                        | 27. April 2000 9. Juli 2002                                    | 9. Juli 2002 18. April 2004                                    |
| Entwicklungsminister                                                                                | Francisco Álvarez-Cascos                                  | 27. April 2000                                                 | 18. April 2004                                                 |
| Ministerin für Wissenschaft und Technologie 9. Juli 2002: Minister für Wissenschaft und Technologie | Anna Birulés Josep Piqué i Camps Juan Costa               | 27. April 2000 9. Juli 2002 4. September 2003                  | 9. Juli 2002 4. September 2003 18. April 2004                  |
| Minister für Landwirtschaft, Fischerei und Ernährung                                                | Miguel Arias Cañete                                       | 27. April 2000                                                 | 18. April 2004                                                 |
| Umweltminister 3. März 2003: Umweltministerin                                                       | Jaume Matas Elvira Rodríguez                              | 27. April 2000 3. März 2003                                    | 3. März 2003 18. April 2004                                    |
| Ministerin für Bildung, Kultur und Sport                                                            | Pilar del Castillo Vera                                   | 27. April 2000                                                 | 18. April 2004                                                 |
| Minister für öffentliche Verwaltung 4. September 2003: Ministerin für öffentliche Verwaltung        | Jesús Posada Moreno Javier Arenas Julia García-Valdecasas | 27. April 2000 9. Juli 2002 4. September 2003                  | 9. Juli 2002 4. September 2003 18. April 2004                  |
| Regierungssprecher                                                                                  | Pío Cabanillas Alonso Mariano Rajoy                       | 27. April 2000 9. Juli 2002                                    | 9. Juli 2002 18. April 2004                                    |